# César Ramírez
César Augusto Ramírez (Asunción, 24 maggio 1977) è un ex calciatore paraguaiano, di ruolo attaccante.

## Carriera

### Club
Ha debuttato nella Primera Division del Paraguay a 18 anni nel Cerro Cora, nella partita del 24 giugno del 1995 contro l'Olimpia (0-0).
Nello stesso anno si trasferisce allo Sporting Lisbona, in Portogallo, e poi nel 1999 passò al Velez Sarsfield. Nel 2000 si trasferisce al Cerro Porteño.

### Nazionale
Nel 1997 ha esordito con la nazionale del Paraguay. Inoltre ha giocato il Mondiale di Francia nel 1998, giocando 2 partite.

## Palmarès

### Club

#### Competizioni nazionali
- Primera B Metropolitana: 1

Sportivo Dock Sud: 1994
- Campionato paraguaiano: 4

Cerro Porteño: 2001, 2004, 2005, Apertura 2009
- Coppa del Brasile: 1

Flamengo: 2006

#### Competizioni internazionali
- Recopa Sudamericana: 1

Olimpia: 2003